# Oxya chinensis
Oxya chinensis är en insektsart som först beskrevs av Carl Peter Thunberg 1815.  Oxya chinensis ingår i släktet Oxya och familjen gräshoppor. Inga underarter finns listade i Catalogue of Life.